# المسيحية في السنغال

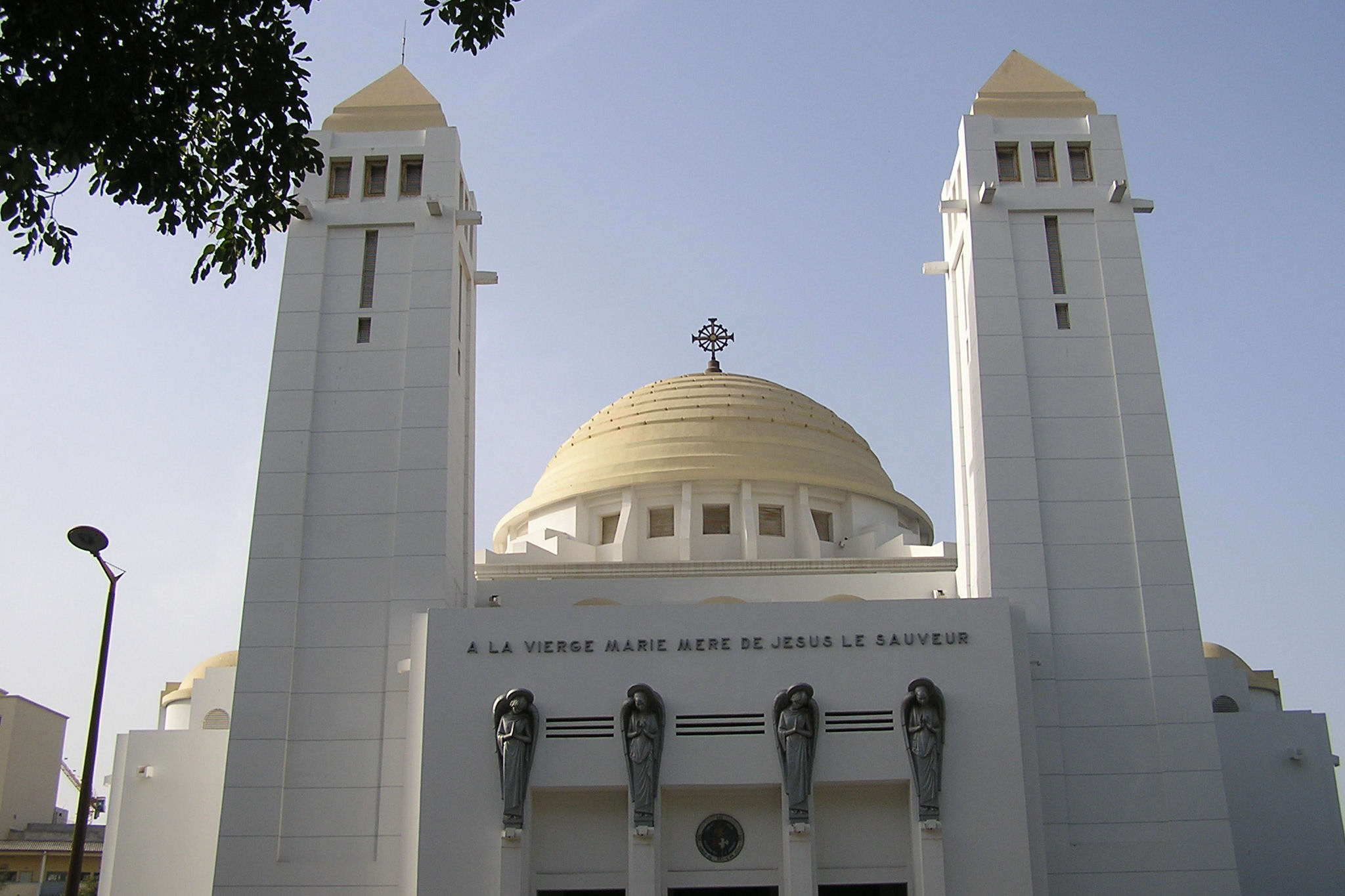
كاتدرائية سانت فولتا الكاثوليكية في العاصمة داكار.

تًشكل المسيحية في السنغال ثاني أكثر الديانات انتشاراً بين السكان بعد الإسلام، وتتراوح نسبة المسيحيين في السنغال بين 3.6% وفقاً لمركز بيو للأبحاث عام 2010، وحوالي 7% وفقًا لكتاب حقائق العالم عام 2013، وحوالي 5.5% وفقاً لرابطة محفوظات بيانات الدين عام 2015، والغالبية العظمى منهم من أتباع الكنيسة الرومانية الكاثوليكية. يتواجد الحضور المسيحي في البلاد أساسًا في جنوب السنغال وفي منطقة كازامانس، وعرقيًا يعتبر المسيحيين إلى حد كبير من إثنيَّة السيرير. كما ويتواجد المسيحيين أيضًا في المدن الكبيرة السنغاليَّة، مثل العاصمة داكار وسانت لويس. ولدى المسيحيين السنغاليين موقع حج في بوبنغوين. وتم بناء كاتدرائية داكار في بداية القرن العشرين من قبل الأب دانيال بروتييه، مؤسس الأوبيلين أبرنتيس أوتيويل.
تتواجد المجتمعات الكاثوليكية بشكل رئيسي بين إثنيَّة السيرير وشعب جولا والمانكانيا والبالانت، وفي شرق السنغال بين شعب باساري وكونغوي. ويتواجد أتباع الكنائس البروتستانتية بشكل رئيسي من قبل المهاجرين ولكن خلال النصف الثاني من القرن العشرين تطورت الكنائس البروتستانتية بقيادة القادة السنغاليين المحليين من مختلف المجموعات العرقية. في داكار تمارس الطقوس الكاثوليكية والبروتستانتية من قِبل اللبنانيين المهاجرين، ومن سكان الرأس الأخضر، والأوروبيين، والأمريكيين وكذلك من قبل السنغاليين المحليين الذين تحولوا للمسيحية على مدار عقود مختلفة. خلال العقدين الأولين من الاستقلال، ترأس الأديب والشاعر المسيحي الكاثوليكي ليوبولد سنغور منصب أول رئيس للسنغال، على الرغم من أنها دولة ذات أغلبية مسلمة.

## تاريخ

### العصور المبكرة

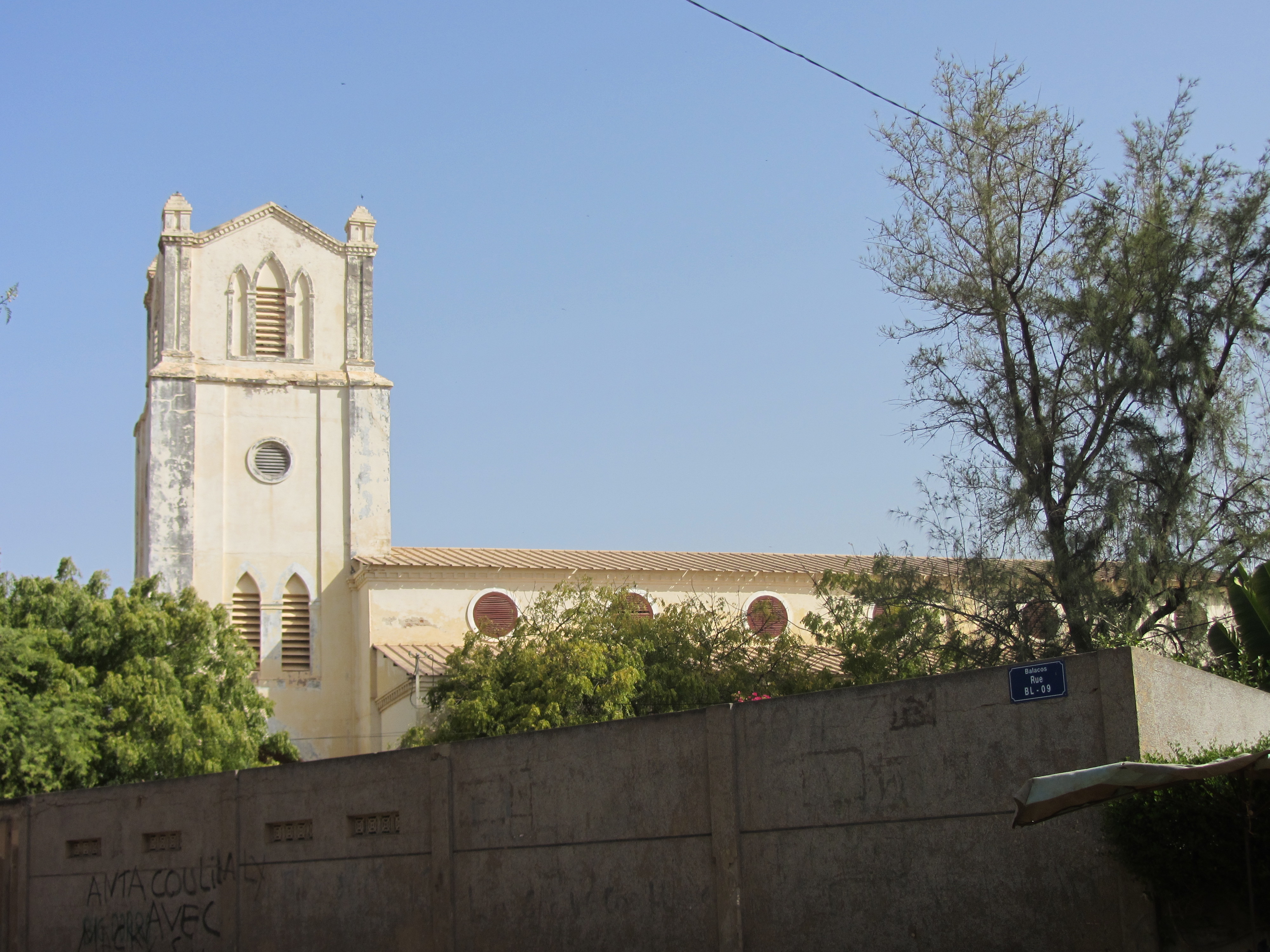
كنيسة سيدة لورد في سانت لويس.

تُشير الاكتشافات الأثرية في جميع أنحاء المنطقة إلى أن السنغال كانت مأهولة بالسكان في عصور ما قبل التاريخ وقد احتلت باستمرار من قبل مجموعات عرقية مختلفة. تم إنشاء بعض الممالك في حوالي القرن السابع: تكرور في القرن التاسع ونامانديرو وإمبراطورية جولوف خلال القرنين الثالث عشر والرابع عشر. كان شرق السنغال جزءًا من إمبراطورية غانا. دخل الإسلام إلى المنقطة من خلال اتصال شعب التكرور والسننكي مع الدولة المرابطية في المغرب العربي، الذين قاموا بدورهم بنشره بمساعدة حلفاء المرابطين والتكرور. واجهت هذه الحركة مقاومة من أعراق الديانات التقليدية، ولا سيما السيريريون. في القرنين الثالث عشر والرابع عشر، خضعت المنطقة لتأثير الإمبراطوريات في الشرق. كما تأسست إمبراطورية جولوف في السنغال خلال هذا الوقت. في منطقة سينيغامبيا، بين عام 1300 وعام 1900، كان ما يقرب من ثلث السكان مستعبدين، عادةً نتيجة أسرهم في الحرب.
أصبحت السنغال، التي ضمت تعاقب الإمبراطوريات القديمة، ذات أغلبية مسلمة في القرن الحادي عشر نتيجة للتأثير المغربي على قبيلة التكرور. تطور الإسلام ببطء حتى القرن الثامن عشر، وانتشر خلاله بسرعة أكبر. كان أول اتصال للسنغال بالمسيحية بعد فترة وجيزة من اكتشاف البرتغاليين لجزر الرأس الأخضر بحدود عام 1460. وتم تعميد الزعيم السنغالي بوهيموي في لشبونة (1486-1490)، مما ساعد على تعزيز الإيمان الكاثوليكي.
منذ القرن الخامس عشر الميلادي ومع بروز الإمبراطورية البرتغالية عرفت الأراضي السنغاليَّة الديانة المسيحية وتم هذا في المناطق التي كان يقيم فيها البرتغاليون مثل جزيرة غور وسانت لويس، وانتشرت المسيحية خاصةً في المناطق التي لم يكن الإسلام قد وصل اليها مثل المناطق السريرية في سين وإقليم فاتيك حالياً وفي مناطق الجولا بكازامنس. خلال القرنين السادس عشر والسابع عشر، قام اليسوعيون والكبوشيين من البرتغال أو ساو تومي بزيارات عرضية إلى السنغال وأيضًا من قبل قساوسة بحريين فرنسيين، عملوا كقساوسة في سانت لويس وجزيرة غوريه. انتقلت الجمعية التبشيرية الإنجيلية في باريس إلى السنغال في عام 1863 للقيام بمهمة تبشيريَّة بين المسلمين. في حين وصلت الكنائس البروتستانتية بشكل رئيسي من قبل المهاجرين ولكن خلال النصف الثاني من القرن العشرين تطورت الكنائس البروتستانتية بقيادة قادة من السكان السنغاليين المحليين ومن مختلف المجموعات العرقية المحليّة.

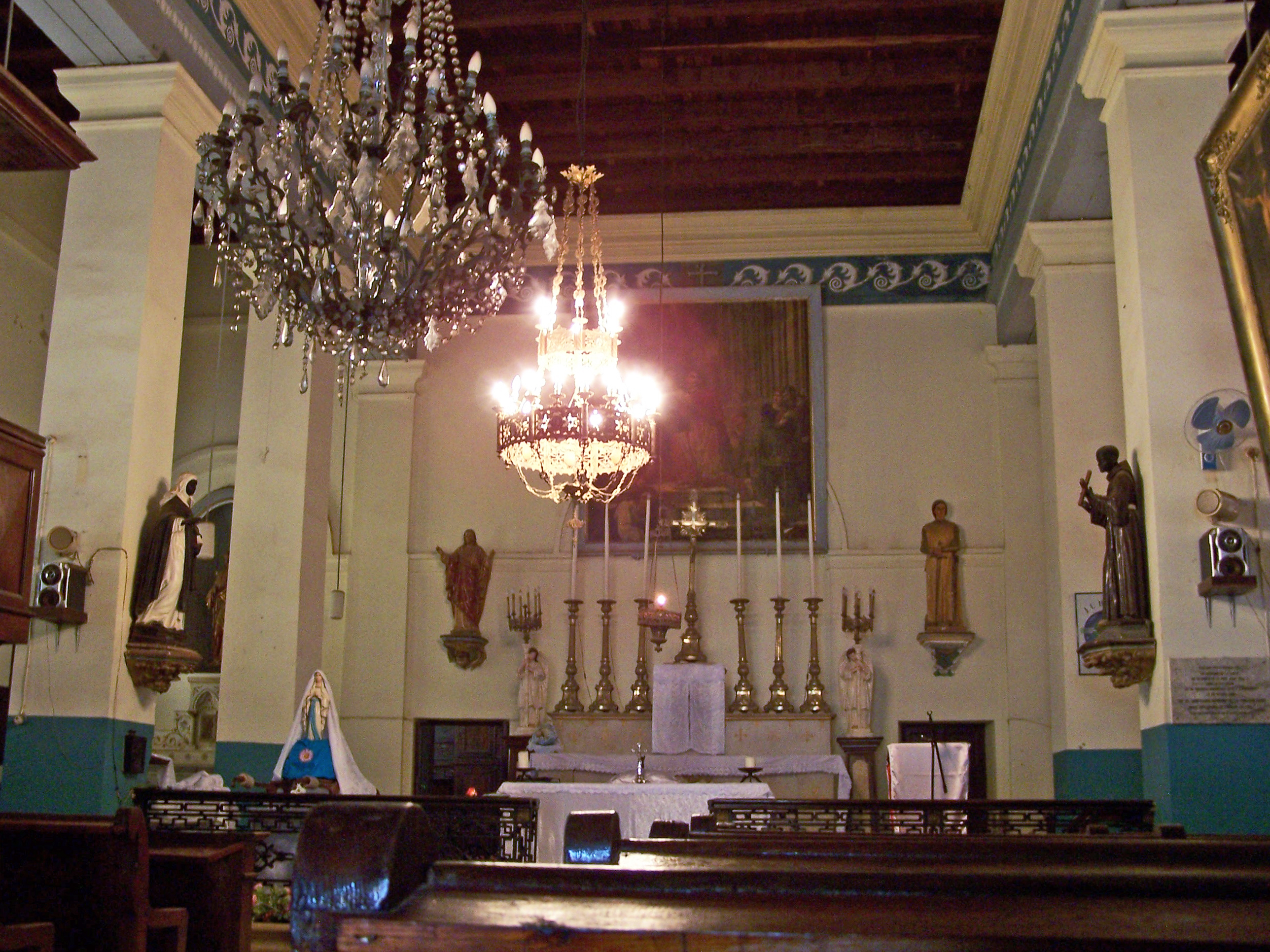
كنيسة القديس شارل بورومي في جزيرة غوريه.

في عام 1779 تم إنشاء ولاية سانت لويس الرسولية، وعهد برعايتها الروحيَّة إلى رهبان الروح القدس. في عام 1819 وصلت راهبات القديس يوسف إلى البلاد، وفتحت أديرة ومدارس. كان من بين المناطق السنغالية الأكثر تأثراً للديانة المسيحية منطقة كازامانس وقامت فيها أول بعثة كاثوليكية رسمية عام 1886، وتمكنت المسيحية من خلالها تنصير أعداد كبيرة من سكانها. ومنذ أن تنازل البرتغاليين عن هذه المنطقة لصالح فرنسا تزايدت البعثات الكاثوليكية في كل من بيجونا واسوي. وزدادت حركات التبشير في السنغال منذ مجيء الإستعمار الفرنسي وكان أول مجهود لدخول البعثات عام 1850 علي امتداد نهر السنغال إلي بأكل. ومنذ عام 1880 فإن حضور المبشرين الكاثوليك تطور في ثلاثة مراكز وهي جوال وفاجوت وبوبنغوين. وكان أول تواجد للكاثوليكية في سين عام 1888، وفي 1930 انتشرت الكاثوليكية في مناطق السيرير وجولا ووصلت نحو قبائل مانجاك ومانكاج وبالانت، وقبيل الحرب العالمية الثانية تحول حوالي 50,000 شخص للمسيحية في السنغال. وأنشأت الكنيسة الكاثوليكية مطبعة جديدة لمحو الأمية وترجمة الانجيل إلي اللغات المحلية، وهي خطوة نجحت في تنصير الكثير من المناطق السنغالية. كما أسست الكنيسة الكاثوليكية شبكة من المدارس للتعليم المسيحي باللغات المحلية.
خلال الحقبة الإستعمارية وما بعدها زادت الفجوة الاقتصادية والتعليمية بين المسيحيين والمسلمين في البلاد، حيث يميل المسيحيين في السنغال أن يكونوا أكثر تعليماً من المسلمين، أحد العوامل وراء هذه الهوة في التعليم هي الاستعمار والحملات التعليمية التبشيرية، ففي أثناء الحقبة الاستعمارية، فالبعثات التبشيرية المسيحية كانت أحد العوامل الرئيسية في تطوير نظم التعليم والمناهج الدراسية، وكانت متجذرة بشدة في الحركة الإنجيلية والكتاب المقدس،  ولم تكن العائلات المسلمة ترسل أطفالها أبدًا لتلك المدارس خوفًا من تحويل دينهم، هذا القرار كان له تأثير عميق على الأجيال الشابة.

### العصور الحديثة

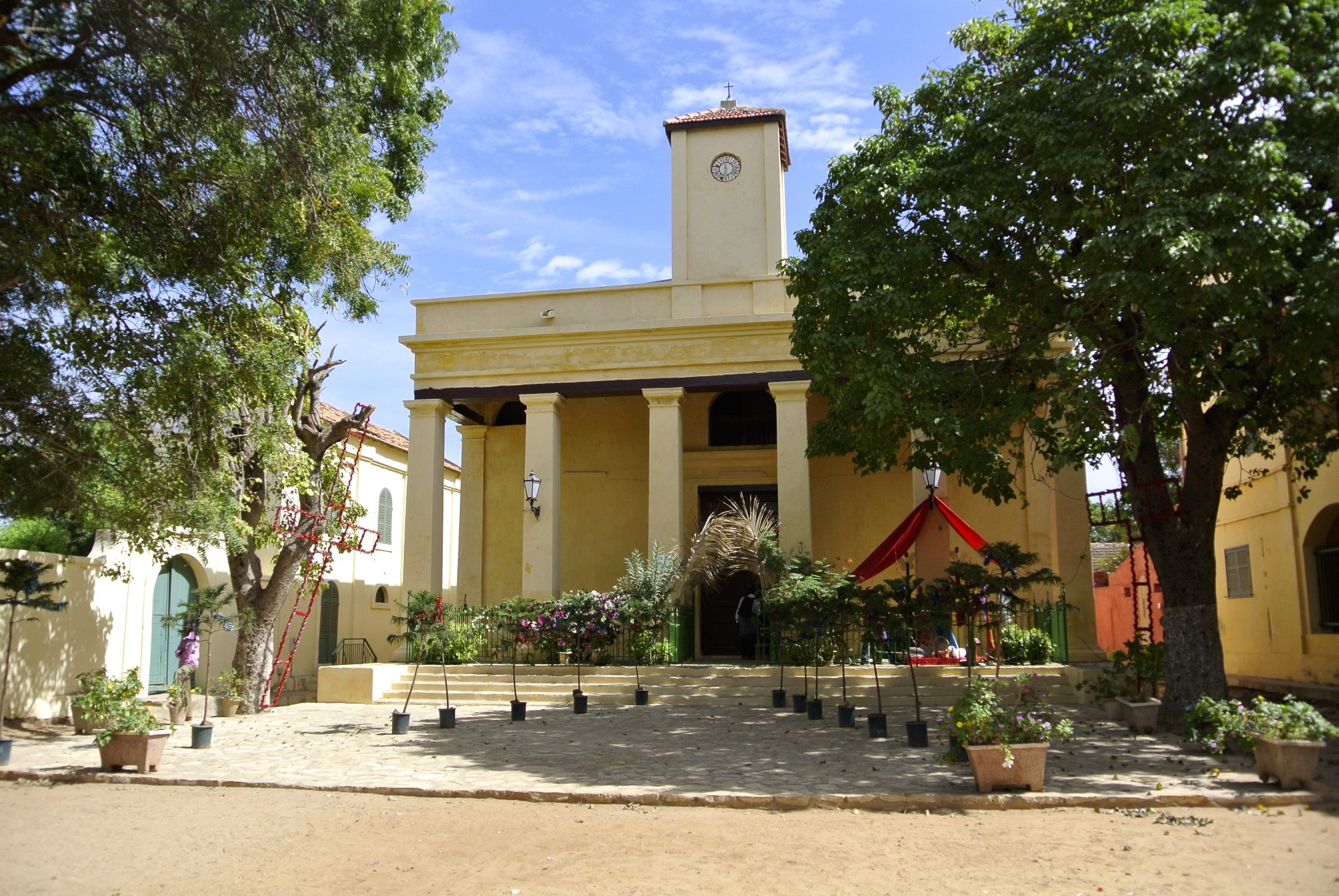
كنيسة القديس شارل بورومي في جزيرة غوريه.

في 4 أبريل عام 1959، اندمجت السنغال والسودان الفرنسي لتشكيل اتحاد مالي، والذي أصبح مستقلاً تمامًا في 20 يونيو عام 1960، نتيجة لاتفاقية نقل السلطة الموقعة مع فرنسا في 4 أبريل عام 1960. وبسبب الصعوبات السياسية الداخلية، انفصل الاتحاد في 20 أغسطس، عندما أعلن كل من السنغال والسودان الفرنسي (أعيدت تسميته إلى جمهورية مالي) استقلالهما. وكان ليوبولد سنغور أول رئيس للسنغال في سبتمبر 1960. كان سنغور رجلاً جيد القراءة وتلقى تعليمه في فرنسا، وهو يُنتسب إلى عائلة اعتنقت الكاثوليكية، وهو يعتبر أول رئيس سنغالي مسيحي روماني كاثوليكي للسنغال ذات الأغلبية المسلمة. ويعدّ التسامح أداة سياسية تقليدية في غرب أفريقيا من وجهة نظر روحية ودينية، وتضم بعض العائلات في السنغال أفراداً من المسلمين والمسيحيين في بعض الأحيان.
بموجب الدستور السنغالي الذي تم تعديله في عام 1991، كانت حرية الدين مكفولة، وعلى الرغم من الأغلبية المسلمة، وتم إعلان البلاد كدولة علمانية. قدمت الحكومة مساعدات مالية لبعض الوظائف الدينية، ودعمت 135 مدرسة ابتدائية وحوالي 41 مدرسة ثانوية تديرها الكنيسة الكاثوليكية، والتي كانت تعتبر من بين أفضل المدارس في البلاد. وتم تسهيل الحوار بين الأديان بين الكنيسة والزعماء الإسلاميين في السنغال في أواخر القرن العشرين إلى حد كبير بفضل مركز بروتييه الذي ترعاه الكنيسة في داكار. أدت جهودهم في مجال الرعاية الصحية والتعليم للكنيسة الرومانية الكاثوليكية إلى مدح البابا يوحنا بولس الثاني لها خلال رحلته عام 1992 إلى المنطقة. حصلت البلاد على مساعدة من الجمعية البابوية الخيرية الخاصة كور أونوم، التي بدأت في التبرع بالأموال لمكافحة المجاعة المتزايدة في المنطقة في عام 1996. وفقاً لتقديرات عام 2002 يعتنق حوالي 9% من السيريريون المسيحية ديناً. وفي عام 2009 اندلعت مواجهات بين شبان سنغاليين كاثوليك وشرطة مكافحة الشغب أمام كاتدرائية دكار بعد كلمة انتقد خلالها الكاردينال تيودور ادريان سار أمام مئات الأشخاص في الكاتدرائية، الرئيس عبد الله واد بسبب «تجريحه» للمسيحيين.

## الطوائف المسيحية

### الكاثوليكية

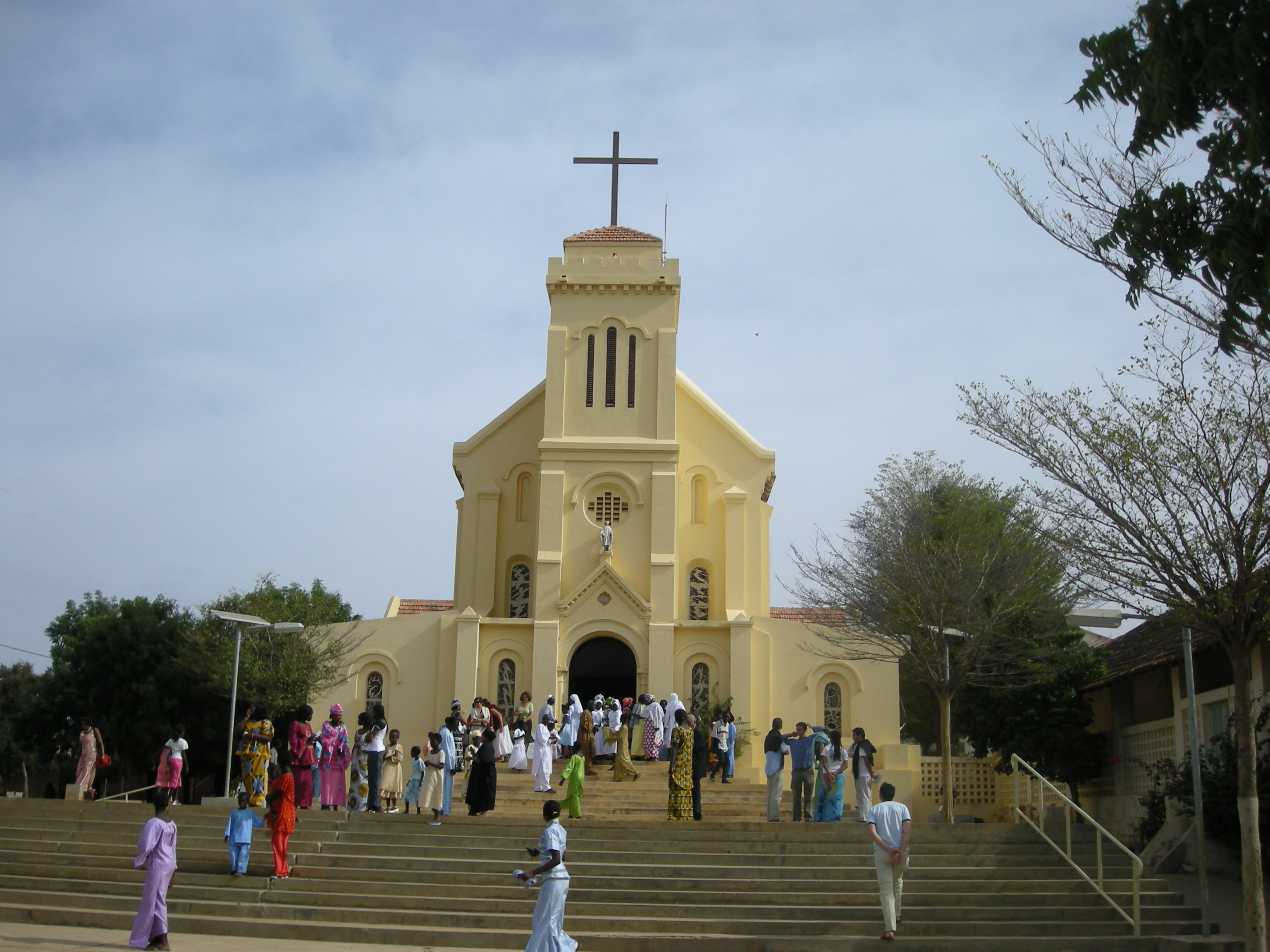
حجاج كاثوليك أمام كنيسة سيدة بوبنغوين.

منذ القرن الخامس عشر الميلادي ومع بروز الإمبراطورية البرتغالية عرفت الأراضي السنغاليَّة الديانة المسيحية وتم هذا في المناطق التي كان يقيم فيها البرتغاليون مثل جزيرة غور وسانت لويس، وانتشرت المسيحية خاصةً في المناطق التي لم يكن الإسلام قد وصل اليها مثل المناطق السريرية في سين وإقليم فاتيك حالياً وفي مناطق الجولا بكازامنس. وكان من بين المناطق السنغالية الأكثر تأثراً للديانة المسيحية منطقة كازامنس وقامت فيها أول بعثة كاثوليكية رسمية عام 1886، وتمكنت المسيحية من خلالها تنصير أعداد كبيرة من سكانها. ومنذ أن تنازل البرتغاليين عن هذه المنطقة لصالح فرنسا تزايدت البعثات الكاثوليكية في كل من بيجونا واسوي. وزدادت حركات التبشير في السنغال منذ مجيء الإستعمار الفرنسي وكان أول مجهود لدخول البعثات عام 1850 علي امتداد نهر السنغال إلي بأكل. ومنذ عام 1880 فإن حضور المبشرين الكاثوليك تطور في ثلاثة مراكز وهي جوال وفاجوت وبوبنغوين. وكان أول تواجد للكاثوليكية في سين عام 1888، وفي 1930 انتشرت الكاثوليكية في مناطق السيرير وجولا ووصلت نحو قبائل مانجاك ومانكاج وبالانت، وقبيل الحرب العالمية الثانية تحول حوالي 50,000 شخص للمسيحية في السنغال. وأنشأت الكنيسة الكاثوليكية مطبعة جديدة لمحو الأمية وترجمة الانجيل إلي اللغات المحلية، وهي خطوة نجحت في تنصير الكثير من المناطق السنغالية. كما أسست الكنيسة الكاثوليكية شبكة من المدارس للتعليم المسيحي باللغات المحلية.
تتواجد المجتمعات الكاثوليكية الصغيرة بشكل خاص في منطقة سيرير الساحلية وكازامنس، وفي شرق وجنوب السنغال. القسم الأكبر من مسيحيين السنغال هم من عرقيّة وإثنية سيرير. تصل أعداد الكاثوليك إلى حوالي 300,000 نسمة ويتوزعون على سبعة أبرشيات ومطرانيَّة واحدة، في حين قدرّ مركز بيو للأبحاث أعداد الرومان الكاثوليك بحوالي 420,000 نسمة في عام 2010. وعلى الرغم من أن الإسلام هو دين الأغلبية في السنغال، الاّ أنّ أول رئيس للسنغال، ليوبولد سنغور، كان كاثوليكي ومسيحي الديانة. وكان أيضًا أديب عالمي وشاعر مشهور حيث يعتبر الكثيرون ليوبولد سنغور أحد أهم المفكرين الافارقة من القرن العشرين. وتعد بوبنغوين مركز حج كاثوليكي لقرون وخاصةً بعد زيارة البابا يوحنا بولس الثاني للموقع عام 1992، حيث أصبح هذا المكان موقعاً للحجاج المسيحيون الوافدون من الدول المجاورة من مالي وغينيا وغينيا بيساو وغامبيا وموريتانيا. وتهتم الكنيسة الكاثوليكية المحلية اهتماماً كبيراً بالجانب الخيري والاجتماعي. وفي عام 2009 اندلعت مواجهات بين شبان سنغاليين كاثوليك وشرطة مكافحة الشغب أمام كاتدرائية دكار بعد كلمة انتقد خلالها الكاردينال تيودور ادريان سار أمام مئات الأشخاص في الكاتدرائية، الرئيس عبد الله واد بسبب «تجريحه» للمسيحيين.

### البروتستانتية

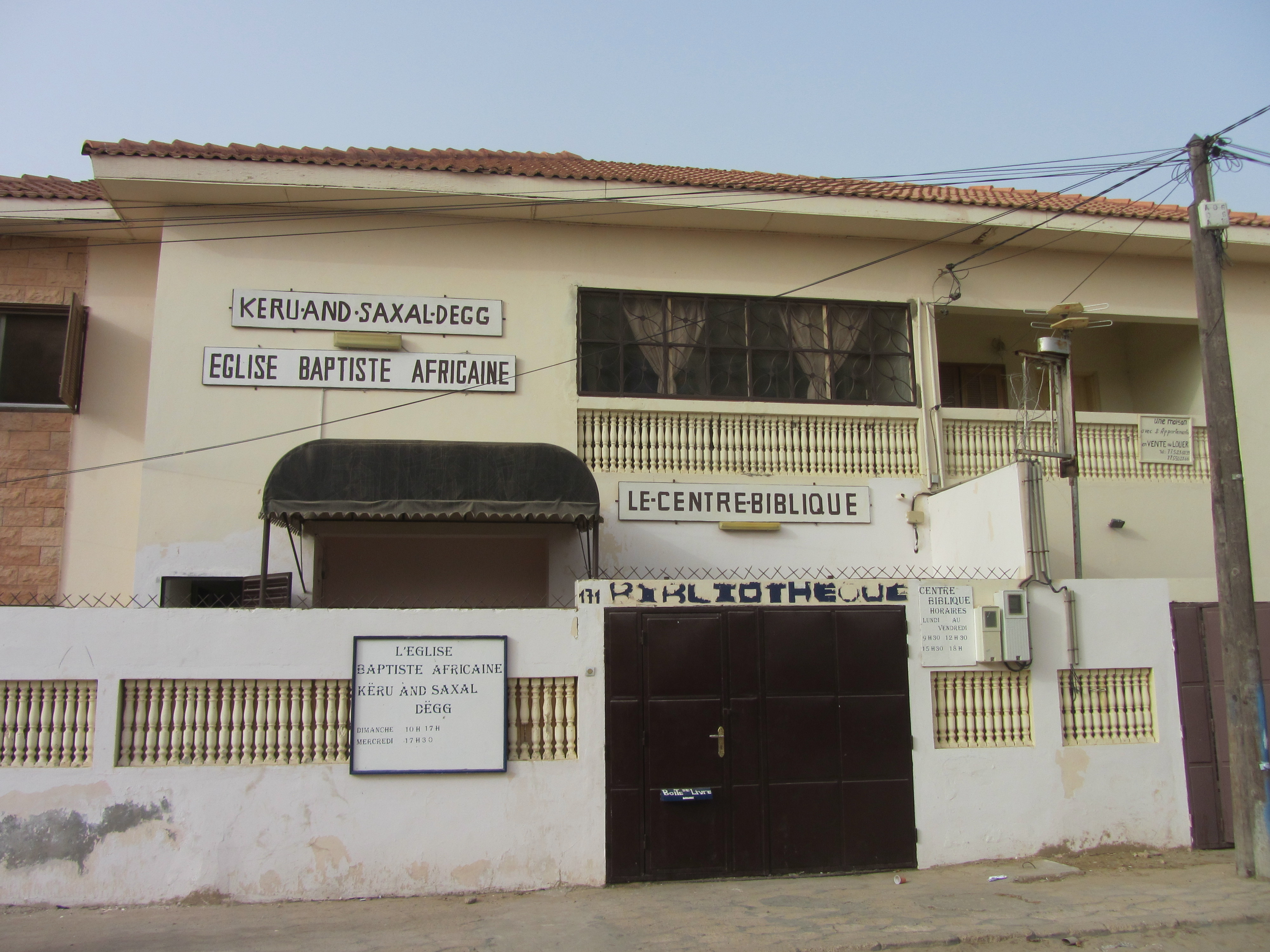
الكنيسة المعمدانية في سانت لويس.

انتقلت الجمعية التبشيرية الإنجيلية في باريس إلى السنغال في عام 1863 للقيام بمهمة تبشيريَّة بين المسلمين. في حين وصلت الكنائس البروتستانتية بشكل رئيسي من قبل المهاجرين ولكن خلال النصف الثاني من القرن العشرين تطورت الكنائس البروتستانتية بقيادة قادة من السكان السنغاليين المحليين ومن مختلف المجموعات العرقية المحليّة. وكانت البعثات التبشيرية إلى السنغال تابعة للكنيسة الكاثوليكية في معظمها، أما الكنائس البروتستانتية فقد وصلت بعثاتها إلى السنغال من المملكة المتحدة وألمانيا بعد الاستقلال، ولا زال أتباعها في السنغال أقلية مقارنة بأتباع الكنيسة الكاثوليكية. وامتدت المدارس البروتستانتية في كل أنحاء البلاد السنغالية وتم إنشاء مدارس ابتدائية ومعاهد ثانوية وجامعات مسيحية وتعتبر الجامعة المسيحية لأفريقيا الغربية من أكبر جامعات البلاد وأكثرها تنظيماً، ويدرس تلاميذ وطلاب من المسلمين والمسيحيين في المدارس الثانوية والجامعات البروتستانتية. وقوم المؤسسات الخيرية البروتستانتية بإعانة الفقراء وحفر الآبار وتقديم الغذاء والمنتوجات وبناء كنائس وكذلك مراكز صحية.
في العاصمة داكار ومدينة سانت لويس تُمارس الطقوس الكاثوليكية والبروتستانتية من قِبل اللبنانيين المهاجرين، ومن سكان الرأس الأخضر، والأوروبيين، والأمريكيين وكذلك من قبل السنغاليين المحليين الذين تحولوا للمسيحية على مدار عقود مختلفة. وفي عام 1974 تم تشكيل الكنيسة البروتستانتية في السنغال. وتضم حاليًا أربعة تجمعات منتشرة في المناطق الرئيسية في البلاد. وفقًا لدراسة المؤمنون في المسيح من خلفية مسلمة: إحصاء عالمي وهي دراسة أجريت من قبل جامعة سانت ماري الأمريكيّة في تكساس سنة 2015 وجدت أنَّ حوالي 1,800 مُسلم سنغالي تحول إلى المسيحية، معظمهم على المذهب الإنجيلي.

## المجتمع

### التعليم

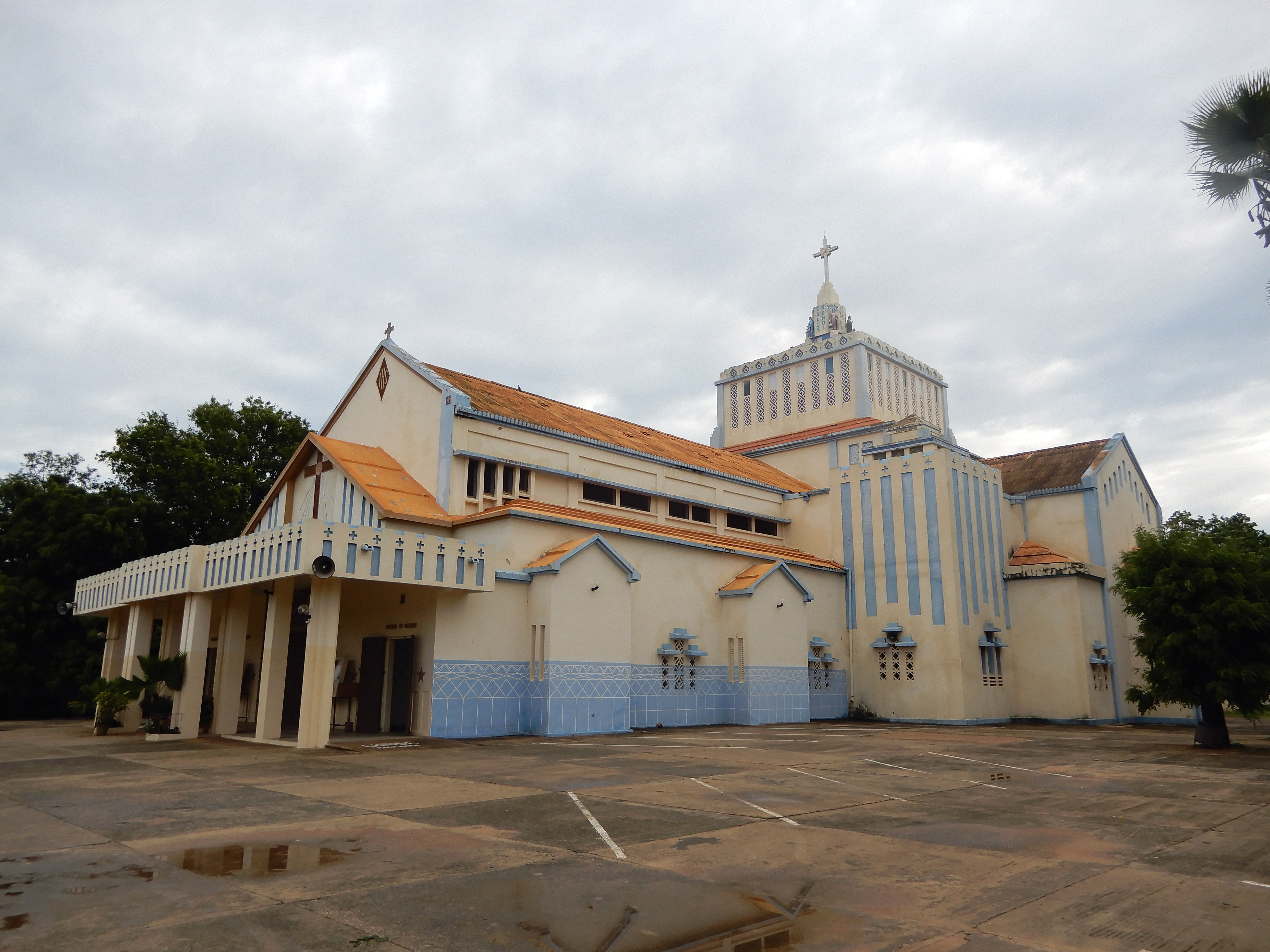
كاتدرائية القديسة حنة في تهيس.

وجدت دراسة الدين والتعليم حول العالم قامت بها مركز بيو للأبحاث عام 2016 أنَّ المسيحيون يتفوقون تعليميًا في السنغال على المسلمين حيث أنَّ حوالي 40% من المسيحيين السنغاليين غير حاصلين على تعليم رسمي مقابل 68% من المسلمين السنغاليين، يُعتبر المسيحيين المجموعة الدينيَّة الأكثر تعليمًا في البلاد حيث أن حوالي 12% من مسيحيين السنغال حاصلين على شهادة ما بعد ثانوية، بالمقارنة مع 3% من مسلمين السنغال. وعزا بعض علماء الاجتماع ذلك إلى جوانب تاريخية مثل الأنشطة التبشيرية المسيحية خلال فترات الاستعمار الغربي، ويشير روبرت د. ودبيري عالم اجتماع في جامعة بايلور أن للمُبشرين البروتستانت في أفريقيا «كان لهم دور فريد في نشر التعليم الشامل» بسبب الأهمية الدينية لدراسة وقراءة الكتاب المقدس، حيث قام المُبشرين في ترجمة الكتاب المقدس للغات المحليَّة وفي إنشاء المدارس لتعزيز معرفة القراءة والكتابة، ويشير ناثان نان أستاذ الاقتصاد في جامعة هارفارد أنَّ التعليم «هو المكافأة الرئيسية قبل المبشرين لجذب الأفارقة للمسيحية». كما وشجع المبشرين البروتستانت على تعليم المرأة ومحو الأمية بين النساء. كما أسست الكنيسة الكاثوليكية شبكة من المدارس للتعليم المسيحي باللغات المحلية، والتي لعبت في تكوين عدد كبير من النخبة السنغاليَّة الكاثوليكية وغير الكاثوليكية.

### المواقف تجاه المسيحية
بحسب مسح لمركز بيو للأبحاث نُشر عام 2013 يقول 16% من المسلمين السنغاليين إن جميع المسلمين في بلدهم، أو الكثير منهم، معادون للمسيحيين، وفقاً لمسح أجراه مركز بيو للأبحاث حول مسلمي العالم. ونحو 13% من تم استطلاع آرائهم من المسلمين في السنغال يقولون إن كل أو معظم أو كثير من المسيحيين معادون للمسلمين. وبحسب مركز بيو للأبحاث حوالي 21% من المسلمين السنغاليين يقولون إنهم يعرفون بعضًا أو كثيرًا عن المعتقدات المسيحية، ويقول حوالي 29% من المسلمين السنغاليين أنَّ المسيحية تختلف كثيراً عن الإسلام، بالمقارنة مع 61% منهم يقولون أنَّ للمسيحية الكثير من القواسم المشتركة مع الإسلام. وقال 22% المسلمين السنغاليين أنهم يشاركون في اجتماعات دينيَّة منظمة مع المسيحيين.